# 207 av. J.-C.
Cette page concerne l'année 207 av. J.-C. du calendrier julien proleptique.

## Événements
- 5 mars (15 mars du calendrier romain) : début à Rome du consulat de Caius Claudius Nero et Marcus Livius Salinator (pour la seconde fois). Dictature de Marcus Livius Salinator[1].

- Printemps : Hasdrubal Barca, à la tête d’une armée de secours de 52 000 hommes, entre en Cisalpine, où il renforce son armée de nombreux contingents gaulois. Il cherche à faire la jonction avec Hannibal, réfugié dans le Bruttium. Rome, grâce à sa position centrale, contient Hannibal au sud (bataille de Grumentum) et mène une rigoureuse offensive contre son frère[2].
- 23 juin : bataille du Métaure. Le consul Caius Claudius Nero, opposé à Hannibal, rejoint dans une manœuvre hardie son collègue Marcus Livius Salinator pour affronter Hasdrubal, qui après avoir vainement essayé de percer en Ombrie, doit reculer vers le nord et est écrasé sur les bords du Métaure[2]. Sur 60 000 hommes, 56 000 sont tués, avec leur chef. Les autres sont faits prisonniers. Claudius Nero repart vers le sud avec ses troupes après une absence de seulement treize jours (pour 750 km) et reprend son poste de combat avant qu’Hannibal, averti de son départ, ne puisse le poursuivre à son tour.
- Été :
  - Guerre macédonienne : Sulpicius avec 25 quinquérèmes et Attale de Pergame avec 35 quinquérèmes établissent une nouvelle base à Lemnos en Égée pour razzier les côtes macédoniennes, que Philippe V met en défense. Le roi de Macédoine lance un raid en Étolie où il brûle les récoltes. Sulpicius et Attale s'emparent de la ville d'Oreos en Eubée mais échouent devant Chalcis. Attale met à sac Oponte puis rentre en Asie quand il apprend que Prusias de Bithynie a envahi ses États[3]. Philippe envahit l’Étolie et prend Thronion, en Locride, tandis que son allié Philopœmen, stratège de la Ligue achéenne, vainc et tue de sa main Machanidas, tyran de Sparte, à la bataille de Mantinée[4].
  - Cornélius Scipion entreprend la conquête de l’Espagne qu’il achève en 206 av. J.-C.. Son lieutenant Marcus Silanus défait le général carthaginois Magon et son contingent de Celtibères dans le centre de l’Espagne. Magon est contraint de se réfugier auprès du gros des troupes d’Hasdrubal Gisco basées à Gadès. Scipion manœuvre contre Hasdrubal Gisco en Bétique mais celui-ci évite le combat et renforce les garnisons des villes. Scipion envoie son frère Lucius contre la ville d’Orongis, qui est prise à la fin de l’été, puis les troupes romaines se retirent pour hiverner à Tarraco[3].
- Octobre : en Chine, Zhao Gao tente de s’emparer du pouvoir en faisant attaquer l’empereur par de faux bandits. Celui-ci se suicide et son neveu Ziying, ne pouvant gouverner la totalité de l’empire, lui succède avec le titre de roi[5]. Une armée rebelle dirigée par Liu Bang (un roturier, qui a constitué son armée en se mettant à la tête d’une colonne de prisonniers qu’il était chargé d’escorter) se présente devant Xianyang. Ziying se rend à elle afin d’épargner sa capitale. En décembre 206 av. J.-C., intervient une seconde armée, plus puissante, commandée par Xiang Yu qui décapite Ziying et met à sac la capitale, profanant et pillant le tombeau de Qin Shi Huangdi. Liu Bang, indigné, guerroie pendant quatre ans contre Xiang Yu.

- Nabis, chef de bande d’origine obscure, prend le pouvoir à Sparte (fin en 192 av. J.-C.), profitant de la guerre de Macédoine. Considéré comme un tyran par ses adversaires, il développe le programme révolutionnaire de Cléomène III (207-205 av. J.-C.), ce qui déclenchera l’intervention de Rome en 195 av. J.-C.[6].

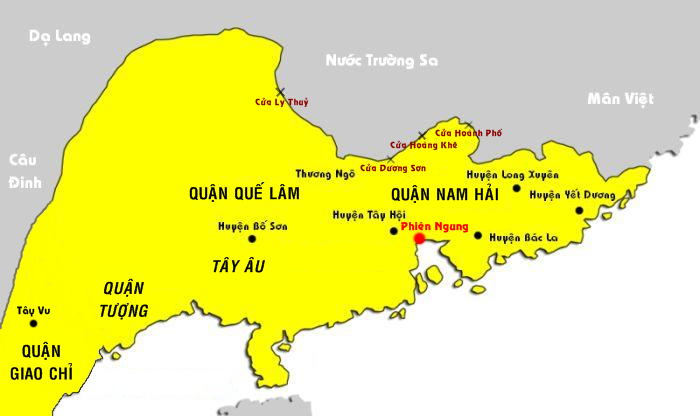
Carte du territoire de la dynastie des Yue du Sud

- Le général chinois Zhao Tuo (en vietnamien, Triêu Dà) se proclame roi du Nam Viêt (« pays des Viêts du Sud »), ancêtre de l'actuel Viêt Nam[7] ; la dynastie des Yue du Sud règne jusqu'en 111 av. J.-C. sur le royaume de Nanyue et le Nam Viêt[8].

## Décès
- 23 juin : Hasdrubal Barca.
- Été : Machanidas, tyran de Sparte.
- Octobre : Qin Er Shi, empereur de la dynastie Qin.